# Askar Akajew
Askar Akajewicz Akajew (kirg. Аскар Акаевич Акаев; ur. 10 listopada 1944 w Kyzyłbajraku w obwodzie czujskim) – kirgiski fizyk i polityk, w latach 1990–1991 prezydent Kirgiskiej SRR, w latach 1991–2005 pierwszy prezydent Kirgistanu.

## Życiorys
Do końca lat 80. XX w. Akajew był niezaangażowanym politycznie naukowcem i profesorem fizyki. W 1987 został wiceprezesem Kirgiskiej Akademii Nauk, by dwa lata później objąć stanowisko jej prezesa. Wtedy również został deputowanym do Rady Najwyższej ZSRR. Przypisuje mu się autorstwo pomysłu Wspólnoty Niepodległych Państw. 27 października 1990 został wybrany na pierwszego i jedynego prezydenta Kirgiskiej SRR. Pełniąc ten urząd, doprowadził swój kraj do ogłoszenia niepodległości 31 sierpnia 1991. Nie mając żadnych kontrkandydatów, zwyciężył w wyborach prezydenckich w październiku 1991, zdobywając 95% głosów. Był powtórnie wybierany w latach 1995 i 2000, choć wskazywano wtedy na naruszenia procedury wyborczej.
W toku swojej prezydentury zaczął przejawiać coraz silniejsze dążenia autorytarne, które wywołały masowe protesty w 2002, gdy Akajew był wzywany do rezygnacji z urzędu. Pod silną presją społeczną Akajew obiecał, iż ustąpi po upływie trzeciej kadencji w 2005. W 2003 Zgromadzenie Ustawodawcze, izba niższa kirgiskiego parlamentu, zapewniło mu dożywotni immunitet.
24 marca 2005 w wyniku tulipanowej rewolucji Akajew uciekł wraz z rodziną do Rosji, gdzie podjął pracę na Moskiewskim Uniwersytecie Państwowym im. M.W. Łomonosowa. 4 kwietnia 2005 formalnie zrezygnował z urzędu prezydenta. Parlament przyjął jego rezygnację 11 kwietnia 2005.
Askar Akajew jest żonaty, ma czworo dzieci.

## Odznaczenia
- Order Przyjaźni (2001)
- Medal Puszkina (1999)
- Order Podwójnego Białego Krzyża (2003)
- Order „Znak Honoru” (1981)

## Publikacje
- Holographic Memory. New York, NY: Allerton Press, 1997.
- Log-Periodic Oscillation Analysis Forecasts the Burst of the “Gold Bubble” in April – June 2011. Structure and Dynamics 4/3 (2010): 1–11.